# Эхо-1
Эхо-1 (англ. Echo 1) — искусственный спутник Земли (ИСЗ), пассивный спутник связи. Разработчик и оператор — НАСА. Находился на орбите с 1960 по 1968 г.

## Назначение спутника и его конструкция
ИСЗ Эхо-1 был разработан для исследований в области использования спутниковых космических ретрансляторов. Находясь на орбите, спутник должен был обеспечить ретрансляцию радиосигнала между двумя станциями на Земле, отражая радиоволны в качестве пассивного рефлектора. Так как приёмопередающее оборудование (кроме простого радиомаяка) на спутнике отсутствовало, он представлял собой спутник-баллон: сферу из тонкой полиэфирной плёнки (толщина 0,0127 мм) с алюминиевым напылением для отражения радиосигнала.
Диаметр спутника составлял 30,5 метров. В ходе запуска спутник в сложенном состоянии размещался под обтекателем ракеты-носителя. Далее внутрь полимерной сферы закачивалось некоторое количество ацетальдегида, который, газифицируясь в вакууме, надувал спутник-баллон после выведения на орбиту. Масса спутника — 76 кг.

## Исследования
Эхо-1 был выведен на орбиту Земли 12 августа 1960 г. ракетой-носителем Delta. Параметры орбиты на момент выведения: высота 1519 × 1687 км, наклонение 48 градусов. В ходе работ со спутником проводились исследования по межконтинентальной радио- и телесвязи (диапазоны 960 и 2390 МГц).
Важной задачей программы стали исследования плотности экзосферы Земли: из-за своего значительного размера и большой парусности (при малой массе) Эхо-1 быстро тормозился в верхней атмосфере Земли. Деградация орбиты спутника позволила определить многие параметры среды на его высоте, включая периодические изменения в плотности верхней атмосферы Земли из-за влияния солнечного ветра (солнечной активности). Давление солнечного света (эффект «солнечного паруса») на спутник также оказалось весьма заметным.
Немалое значение имели и оптические наблюдения спутника. Благодаря зеркальному покрытию и большому размеру Эхо-1 был самым ярким искусственным спутником на ночном небе: его звездная величина достигала −1m. По визуальным и фотографическим наблюдениям Эхо-1 были получены результаты в области спутниковой геодезии.
Эхо-1 вошёл в плотные слои земной атмосферы и разрушился 24 мая 1968 года.